# Шакал (филм)
Шакал (енгл. The Jackal) амерички је политички акциони трилер из 1997. године режисера Мајкла Кејтон-Џоунса. Главне улоге играју Брус Вилис, Ричард Гир и Сидни Поатје. Радња филма, који је известан наставак филма Операција Шакал из 1973. године, врти се око потере за плаћеним атентатором.

## Радња
Заједничка операција ФБИ-ја и МВД-а довoди до смрти млађег брата азербејџанског мафијаша. У знак одмазде, мафијаш унајмљује убицу — познатог само као Шакал — да убије неидентификовану америчку мету. Шакал тражи 70 милиона долара за посао, на што мафијаш пристаје. У међувремену, МВД хвата једног од мафијашевих слуга. Током испитивања, овај открива име „Шакал”. Ово, заједно с документима који су пронађени у актовци, води ФБИ и МВД ка претпоставци да је мета за одмазду директор ФБИ-ја Доналд Браун.
Док Шакал започиње с припремама за атентат — прерушавајући се и добављајући лажне исправе у току процеса — ФБИ сазнаје да постоји једна особа која може да га идентификује. Заменик директора ФБИ-ја Картер Престон и мајор руске Полиције Валентина Козлова одлазе до бившег ИРА-иног снајперисте Деклана Малквина, који је имао однос са ЕТА-иним милитантом Изабелом Занконом — за коју верујују да једина особа која може да идентификује Шакала. Малквин пристаје да помогне у замену за труд на његовом случају, да га ослободе затворске казне.
Касније се обелодањује да Малквин има личног мотива за лов на Шакала: атентатор је ранио Занкону док је она носила Малквиново дете, изазивајући побачај. Занкона пружа информације које могу да помогну у идентификацији Шакала, укључујући чињеницу да је он Американац и да је служио у Војсци САД и био стациониран у Салвадору. Занкона даје Малквину кључ за ормарић у којем има чист пасош и 10.000 долара у кешу за повратак у Ирску. Како год, Малквин је Престону дао своју реч да неће да побегне како би могао да пронађе Шакала.
У међувремену, Шакал стиже у Монтреал да покупи оружје које намерава да употреби; након што побегне групи која је хтела да му отме оружје, унајмљује другоразредног оружара Ијана Ламонта да му дизајнира и изради контролни носач за пушку. Потцењујући претњу коју по њега представља атентатор, Ламонт покуша да га уцени за још новца; Шакал га убија током тестне паљбе из оружја (пољска пушка ZSU-33 14,5 mm). ФБИ открива Ламонтове остатке, те уз Малквинову помоћ закључује да Шакал намерава да користи дугодометно оружје високе цикличне брзине тј. тешки митраљез.
Помоћу руске кртице у ФБИ-ју, Шакал схвата да га прати Малквин уз помоћ Занконе; инфилтрира се у њену кућу након што добије ФБИ приступни код од свог инсајдера. Уместо Занконе проналази Козлову и агенте Видерспуна и Макмарфија. Убија агенте и смртно рањава Козлову. Шакал при одласку каже Козлови да Малквин „не може да заштити своје жене”, што му она пренесе на самрти.
Док Шакал врши последње припреме, Малквин закључује да његова мета није Браун него прва дама — која управо треба да одржи велики јавни говор на отворењу новог центра за хемотерапију. Шакал планира да упуца прву даму преко даљинске контроле. Доспевши баш на време, Малквин успешно саботира Шакалово оружје пуцајући у телескопски носач — док Престон прима метак намењен првој дами. Након потере у игри мачке и миша кроз тунеле метроа, Малквин и Занкона убију атентатора намртво.
Неколико дана после, Престон и Малквин остају као једини сведоци Шакаловом покопу на необележеном гробу. Престон открива да иде назад у Русију како би ухватио Терека Мурада — мафијаша који је унајмио Шакала. Открива се и да је Малквинов захтев за пуштање одбијен, али да ће највероватније да буде премештен у затвор минималне сигурности. Престоново херојство у спасавању прве даме учинило га је пожељним у ФБИ-ју. Сазнавши да ће његова тренутна моћ спречити било какве последице по њега, Престон окреће леђа Малквину и напушта га — допуштајући му да остане на слободи.

## Улоге
| Глумац             | Улога                                   |
| ------------------ | --------------------------------------- |
| Брус Вилис         | Шакал                                   |
| Ричард Гир         | Деклан Малквин                          |
| Сидни Поатје       | заменик директора ФБИ-ја Картер Престон |
| Дајана Венора      | мајор МВД-а Валентина Козлова           |
| Матилда Меј        | Изабела Занкона                         |
| Џ. К. Симонс       | ФБИ агент Тимоти И. Видерспун           |
| Ричард Лајнбек     | ФБИ агент Макмарфи                      |
| Џон Канингам       | директор ФБИ-ја Доналд Браун            |
| Џек Блек           | Ијан Ламонт                             |
| Тес Харпер         | прва дама Емили Кауан                   |
| Лесли Филипс       | Вулбертон                               |
| Стивен Спинела     | Даглас                                  |
| Софи Оконедо       | Јамајчанка                              |
| Дејвид Хејман      | Терек Мурад                             |
| Стив Басет         | Џорџ Декер                              |
| Јуриј Степанов     | Виктор Политовски                       |
| Равил Исјанов      | Гази Мурад                              |
| Волт Макферсон     | Денехи                                  |
| Меги Касл          | 13-годишња таокиња Меги                 |
| Данијел Дае Ким    | Акаши                                   |
| Мајкл Кејтон-Џоунс | човек на видеу                          |
| Питер Саливан      | Васиљев                                 |
| Ричард Кјубисон    | генерал Беленко                         |
| Серџ Худ           | Бофрес                                  |
| Еван Бејли         | чувар у затвору                         |
| Џонатан Арис       | Александар Радзински                    |
| Едвард Фајн        | Бил Смит                                |
| Лари Кинг          | Лари Кинг                               |
| Марфи Гајер        | представник НСЦ                         |
| Дејвид Барас       | директор Болитонов (непотписани)        |

## Пријем

### Критички одзив
Шакал је добио рејтинг од 23% на сајту Rotten Tomatoes на основу 30 рецензија, уз просечну оцену од 4,4/10. Критички консензус веб-сајта је следећи: „Шакал је релативно једноставан трилер потере који нема могућност да дода усхићење или узбуђење како се радња развија према напред.” Metacritic је филму дао оцену од 36 од 100 на основу 20 рецензија. Публика с којом је CinemaScore направио анкету дала је филму просечну оцену „B−” на скали A+ до F.
Роџер Иберт из Чикаго сан-тајмса назвао је филм „тмурним, чудно монотоним трилером”; Рат Стајн из Сан Франциско кроникла рекла је да је „више бесмислен него узбудљив”; Расел Смит из Остин кроникла назвао га је „најдосаднијим филмом 1997”.

### Зарада
Шакал је изашао 14. новембра 1997. године, са зарадом од укупно 15.164.595 долара током викенда отварања. У свету је укупно зарадио 159.330.280 долара, наспрам буџета од 60 милиона долара.

## Музика
Оригинална трака за Шакал композиција је Картера Бервела. Никада није званично изашла на ЦД-у, с тим да је Бервел отпремио одабране делове музике из филма на свој веб-сајт. Пројекат није био сретно искуство за Бервела; њему се сценарио није свиђао и осуђивао је Сејберов ремикс музике.